# Jan Bazen
Jan Bazen (* 3. Januar 1948 in Zevenhuizen) ist ein ehemaliger niederländischer Eisschnellläufer.

## Werdegang
Bazen wurde einmal niederländischer Juniorenmeister im Mehrkampf und dreimal niederländischer Meister im Sprint-Mehrkampf (1970–1972). Zudem nahm er von 1968 bis 1977 an internationalen Wettbewerben unter anderen an sechs Sprintweltmeisterschaften teil. Dabei kam er bei der Sprintweltmeisterschaft 1970 in West Allis auf den 16. Platz, bei der Sprintweltmeisterschaft 1971 in Inzell auf den 21. Rang, bei der Sprintweltmeisterschaft 1972 in Eskilstuna auf den neunten Platz, bei der Sprintweltmeisterschaft 1973 in Oslo auf den 15. Platz, bei der Sprintweltmeisterschaft 1974 in Innsbruck auf den 12. Rang und bei der Sprintweltmeisterschaft 1975 in Göteborg auf den zehnten Platz im Sprint-Mehrkampf. Bei seiner einzigen Teilnahme an Olympischen Winterspielen im Februar 1976 in Innsbruck belegte er den sechsten Platz über 500 m.

## Erfolge

### Olympische Spiele
- 1976 Innsbruck: 6. Platz 500 m

### Sprint-Weltmeisterschaften
- 1970 West Allis: 16. Platz Sprint-Mehrkampf
- 1971 Inzell: 21. Platz Sprint-Mehrkampf
- 1972 Eskilstuna: 9. Platz Sprint-Mehrkampf
- 1973 Oslo: 15. Platz Sprint-Mehrkampf
- 1974 Innsbruck: 12. Platz Sprint-Mehrkampf
- 1975 Göteborg: 10. Platz Sprint-Mehrkampf

## Persönliche Bestzeiten
| Disziplin | Zeit        | Datum             | Ort               |
| --------- | ----------- | ----------------- | ----------------- |
| 500 m     | 38,80 s     | 4. März 1972      | Inzell            |
| 1000 m    | 1:18,10 min | 5. Februar 1976   | Davos             |
| 1500 m    | 2:06,00 min | 27. Januar 1970   | Cortina d’Ampezzo |
| 3000 m    | 4:34,90 min | 2. März 1972      | Inzell            |
| 5000 m    | 8:27,50 min | 30. November 1967 | Amsterdam         |